# Ašur-ubalit I.
Ašur-ubalit I. (asir. Aššur-uballit) bio je kralj Asirije (oko 1365. – 1330. pr. Kr.). Bio je nazvan po bogu Ašuru.

## Životopis
Već za vlasti Ašur-ubalitova oca, Eribe-Adada I., Asirija stječe neovisnost od kraljevstva Mitanija, što je naznačilo pojavu Asirije kao moćnoga carstva. Ipak, i Ašur-ubalit morat će voditi borbe na zapadu kako bi smanjio utjecaj Hetita. On je ujedno bio i prvi vladar koji se i službeno nazvao "kraljem Asirije".
Ašur-ubalitova kći udala se za babilonskoga kralja, pa je njegov unuk tako postao vladar Babilonije, u čemu mu je pomogao sam Ašur-ubalit. Došlo je do pobune te je Ašur-ubalitov unuk svrgnut i ubijen, a na njegovo mjesto postavljen drugi kralj.
Ašur-ubalita je naslijedio njegov sin Enlil-nirari.
Među diplomatskim spisima iz Amarne, koji su stizale faraonima Amenhotepu III. i Eknatonu, nađena su i dva pisma Ašur-ubalita I. U tim pismima Ašur-ubalit navodi svoga prethodnika, Ašur-nadin-ahea II., kao svoga "oca" i "prethodnika", a ne svoga pravoga oca, Eribu-Adada I., što je neke znanstvenike dovelo do zaključka da možda Ašur-ubalit iz Amarne nije isti kao i Ašur-ubalit I. No, postoje i drugi slučajevi vladara koji, pišući faraonima, svoje prethodnike nazivaju očevima, premda im to zapravo nisu bili. Ašur-ubalit vjerojatno se poziva na Ašur-nadin-ahea, jer je ovaj održavao dopisivanje s egipatskim faraonima, što nije bio slučaj s njegovim pravim ocem, Eribom-Adadom.